# Kereskedő

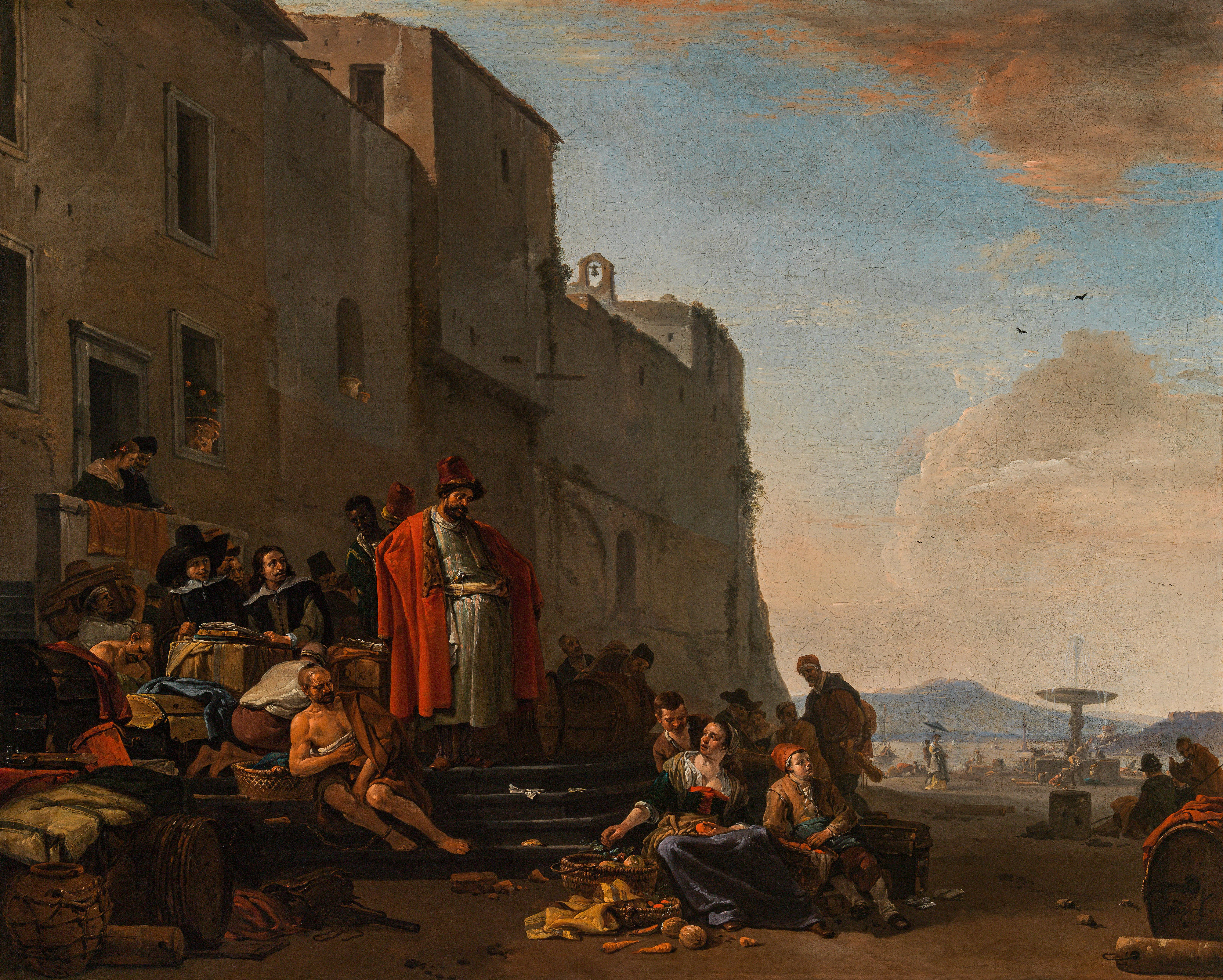
Közel-keleti és holland kereskedők üzletet kötnek.

A kereskedő olyan személy, aki mások által létrehozott árukkal kereskedik. Történelmileg mindenki kereskedőnek számít, aki részt vesz a kereskedésben. A kereskedők szerepe egyidős az iparral, a kereskedéssel, a kereskedelemmel. A XVI. századi Európában a kereskedőkre két fogalom is kialakult: meerseniers alatt a helyi kereskedőket értették (ide tartoztak a pékek és a kisboltok) és a koopman (hollandul: koopman) azok a kereskedők voltak, akik globális méretekben kötöttek üzleteket, árukat importáltak és exportáltak nagy távolságokon keresztül, és emellett olyan hozzáadott értéket kínáltak, mint a hitel vagy más pénzügyi szolgáltatás.
A kereskedő szerepe eltért a különböző időszakokban és különböző társadalmakban. Az Ókori Rómában és Görögországban a kereskedők lehettek gazdagok, de ezzel nem érdemelték ki a magas társadalmi státuszt. Ezzel ellentétben Keleten, ahol a vásár a város szerves része volt, a kereskedők magas társadalmi státuszt értek el. 

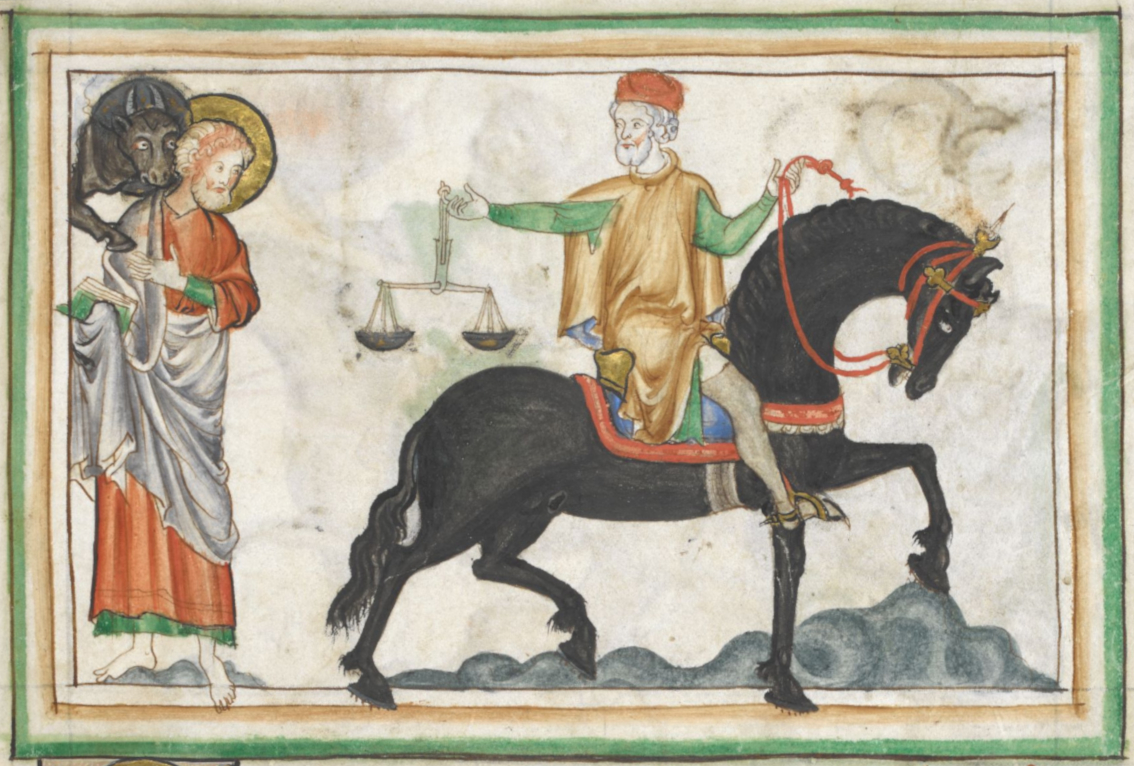
A kereskedőket gyakran mércével vagy mérleggel jelképezték.

A kereskedőket azóta ismerik már, mióta a kereskedelem és a vásárlás megjelent az emberiség életében. Az ókori Babilóniában, Asszíriában, Kínában, Egyiptomban, Görögországban, Indiában, Perzsiában, Föníciában és Rómában is működtek kereskedők és kereskedői hálózatok is. Az európai középkorban a kereskedelem bővülése miatt gazdag és erős kereskedői osztály jött létre. Az európai felfedezések korában új kereskedelmi útvonalak nyíltak meg, az európai fogyasztó számára pedig sokkal szélesebb körben nyíltak meg az elérhető termékek. Az 1600-as évektől az áruk sokkal nagyobb távolságokra jutottak el, és földrajzilag sokkal elszórtabb területeket értek el. Az Európa és Ázsia közötti kereskedelem megindulásával és az Új Világ felfedezésével a kereskedők sokkal távolabbi területekről importáltak árukat. Ilyen volt a kalikó ruha Indiából, a porcelán, a selyem és a tea Kínából, fűszerek Indiából és Délkelet-Ázsiából, cigaretta, cukor, rum és kávé az Új Világból. A XVIII. századra az újfajta kézműves kereskedelem kezdett terjedni, és nyilvánvalóvá váltak a modern üzleti technikák.

## A kereskedők típusai
A kereskedőket két kategóriába lehet besorolni:
- A nagykereskedő üzletfelei a termelő és a kiskereskedő, nagy tételekben kereskedik.[1] Más szavakkal a nagykereskedő sokkal inkább koordinálja az áruk mozgását, semmint ő maga mozgatná azokat.
- A kiskereskedelemben dolgozó kereskedő a terméket a végfelhasználónak értékesíti, (beleértve az üzleti vásárlókat is), általában kis méretekben árusít. Ilyenre jó példa egy boltvezető.

## Története

### Kereskedők az ókorban

Föníciai kereskedelmi útvonal térképe

A kereskedelem azóta létezik, mióta az emberek között megjelentek a szakmák és a kereskedelem. A kereskedők társadalmi osztálya már sok iparosodás előtti társadalomban megjelent. Már az ókori Kínában, Babilóniában, Asszíriában, Egyiptomban, Görögországban, Indiában, Perzsiában és Rómában is megjelentek a szabad ég alatt vásározó kereskedők és egyéb foglalkozást is űzők. A piac környékén megjelentek az olyan szakemberek, mint a fémmegmunkálók, akik olyan sikátorokban verték fel a sátraikat, melyek a piactérre vezettek. Ezek a mesteremberek árulhatták a sajátjuknak megvett javakat is, de készíthettek egyes darabokat kifejezetten a piacnapokra is.A görög piacok helyszíne az agóra (nyílt tér), míg a rómaiak kereskedelmi helyszínei a fórumok voltak. Róma piacterei közé tartozott a Forum Romanum, a Forum Boarium és a Traianus fóruma. A Forum Boarium, az egyik fora venalia vagy ételpiac neve alapján vágóállatok piaca lehetett. Trajanus fóruma egy nagyszerű példa volt, ahol több épületben is négy szinten sorakoztak a boltok. A római fórum volt a véglegesen kereskedelemnek szánt kiskereskedelmi boltok egyik első példája.
Az ókorban a kereskedelembe a közvetlen kereskedelem tartozott, ahol a piacokon a standok illetve a boltokban az üzletek tulajdonosai árusítottak, esetleg a házalók adták el a portékáikat. A közvetlen értékesítés természetéből kifolyólag a tranzakcionális kereskedelmen keresztül cseréltek gazdát, ahol az árukat szabad szemlére tették ki, a vevők pedig vizuális átvizsgálással győződhettek meg a termék minőségéről. A kereskedő és a vásárló között minimális volt a kapcsolat. Emiatt gyakran voltak kétségek az áruk minőségét illetően.

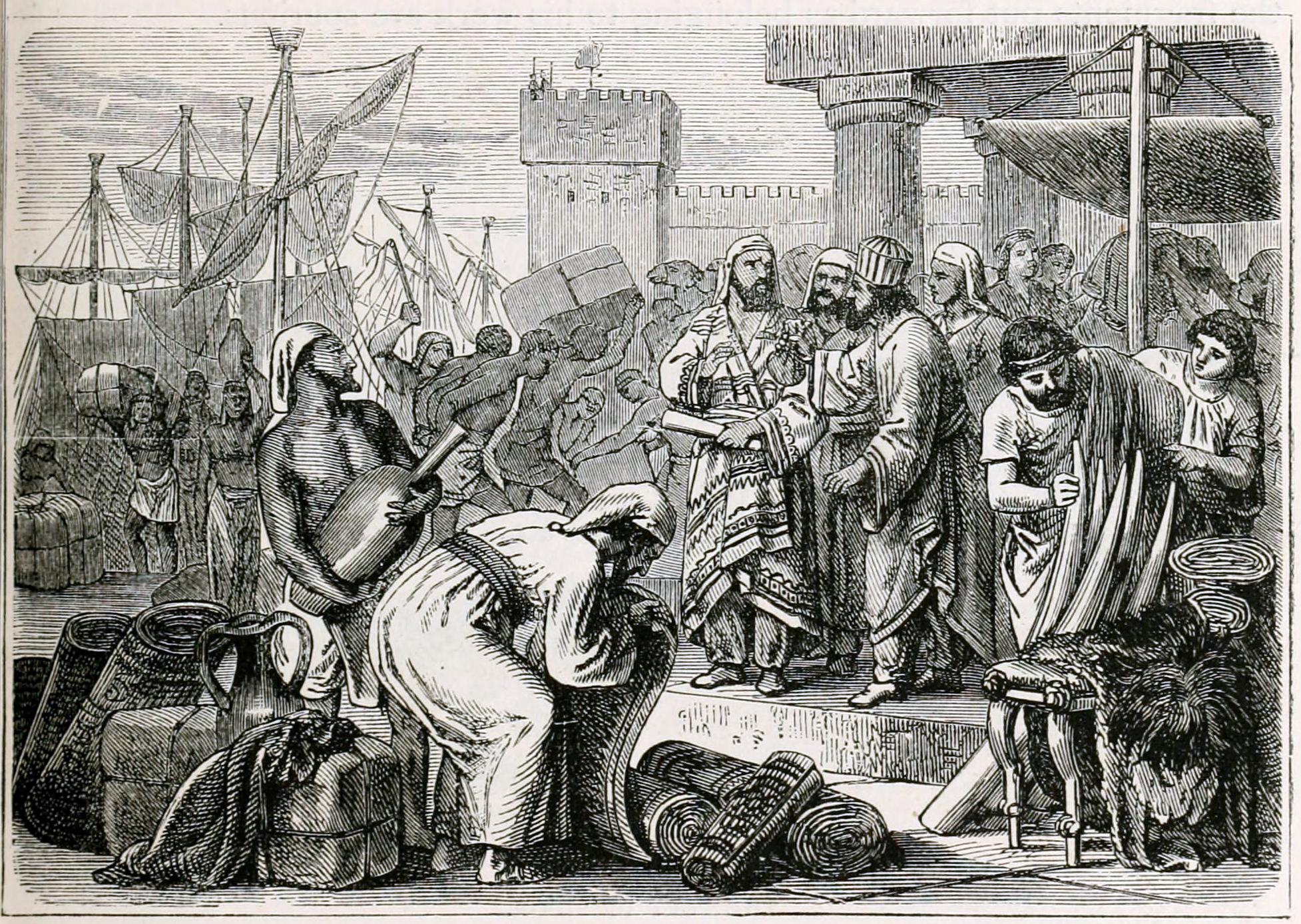
A föníciai kereskedők a Földközi-tenger teljes területén kereskedtek.

A föníciai kereskedőket gyakran lila kereskedőknek is nevezték a korszakban, mert csak ők kereskedtek a bíborcsigából kinyert lila színnel. A föníciaiak a Fekete-tengert teljesen behálózták a hajóikkal és a kereskedelmi útvonalaikkal, így az i. e. IX. században már kereskedelmi nagyhatalomnak számítottak. Faanyagot, textíliát, üveget, bort, olajat, szárított gyümölcsöt, dióféléket exportáltak és importáltak. Kereskedelmük elengedhetetlen részei voltak a tengerpartokon kialakított kolóniák, melyek a mai Krétától Marokkóig, északon pedig Szardíniáig értek. Nem csak kézzel fogható termékeket szállítottak, hanem ezen keresztül terjesztették a kultúrát is. A kiterjedt kereskedelmi hálózat megkövetelte a szigorú könyvvezetést, ami alapján felelősségre lehetett vonni. I.e. 1500 körül létrehozták a föníciai ábécét, mely az addigi, az ókori Egyiptomban és Mezopotámiában használt piktogramos írásrendszernél sokkal könnyebb volt megtanulni. A föníciai kereskedők terjesztették el a régióban az írásrendszerüket. Föníciai írásra bukkantak számos városukban és kolóniájukban a Földközi-tenger mellett sokfelé, így (a ma Libanonhoz tartozó) Bübloszban, és az észak-afrikai Karthágóban.

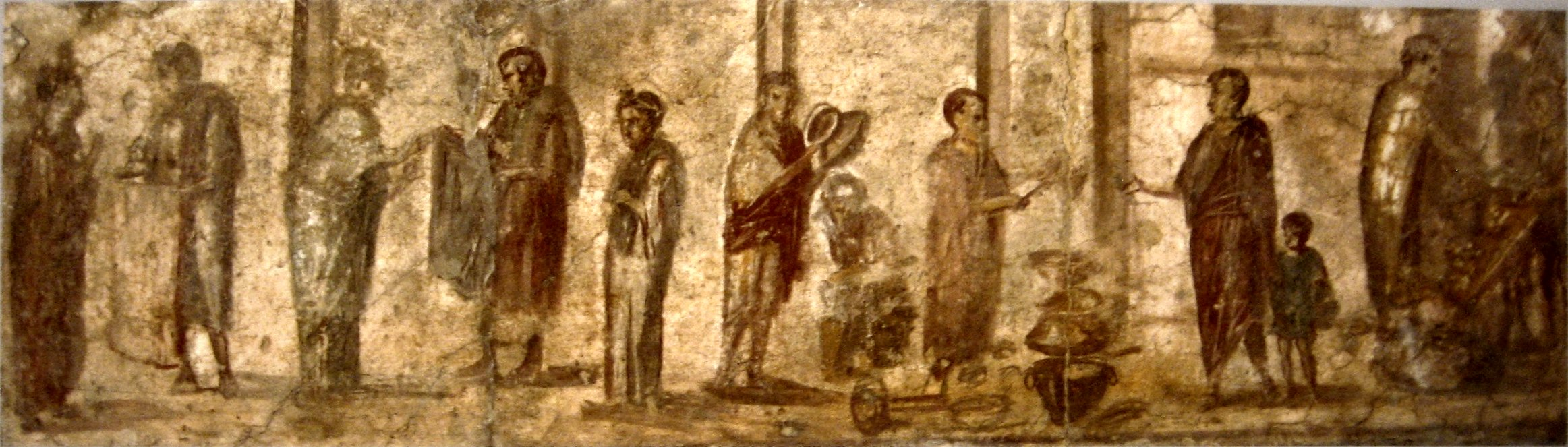
Pompei egyik falfestménye, mely a piac mindennapjait örökítette meg.

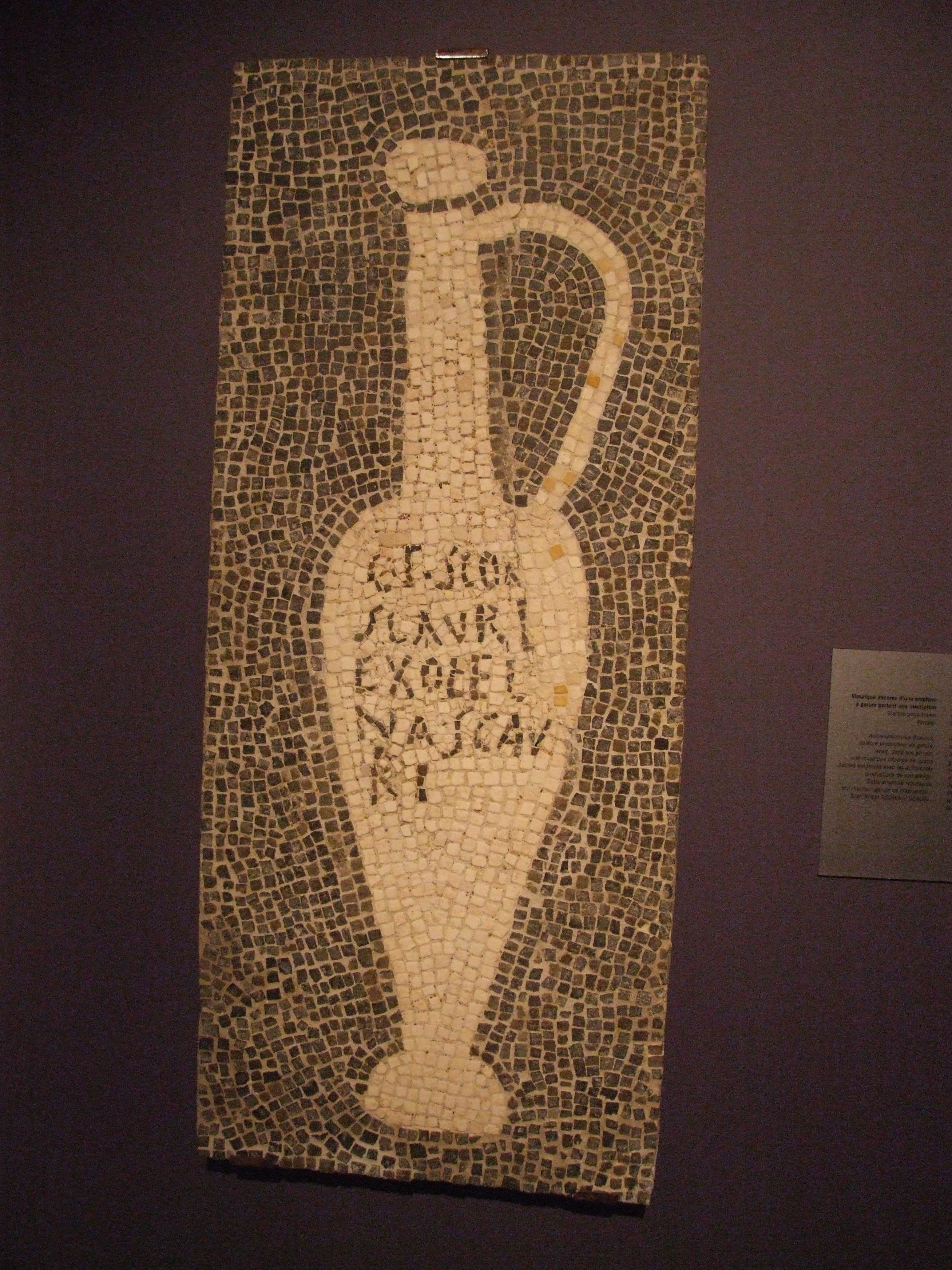
Mozaik, ami garum tartályokat ábrázol Pompeii Umbricius Scaurus házában. A rajta látható "G(ari) F(los) SCO(mbri) SCAURI EX OFFI(CI)NA SCAURI" feliratot úgy lehet lefordítani, hogy „A garum virága, mely makrélából készült, Scaurus terméke Scaurus boltjából"

A kereskedők társadalmi státusza kultúránként eltért. Van ahol magas rangot is elérhettek (lehettek akár Kereskedő Hercegek vagy navábok), máshol viszont alacsony rangúnak tekintették a foglalkozásukat, mint Kínában, Görögországban és a római kultúrkörben. A kereskedelmet egy ízléstelen elfoglaltságnak tekintették, melyet kevesebbre értékeltek, mint azokét, akik a mezőgazdaságban dolgoztak vagy mesterek voltak. A rómaiaknál nagyon szűken vették a kereskedők területét. Kereskedők azok voltak, akik árukat vettek és adtak el, miközben a földbirtokos, aki eladta a saját terményét, nem számított kereskedőnek. A földbirtokos egy „elismert foglalkozás” volt. Ugyanakkor a rómaiak a kereskedők tevékenységét „elfogadhatatlannak” tekintették. Az ókori Közel-Kelet városaiban, ahol a bazárok a város fókuszpontjaként üzemeltek, a kereskedők a társadalom magas rangú tagjainak számítottak. A középkori Nyugat-Európában a kereskedők tevékenységét az uzsorával rokonította, elítélte a kereskedők osztályát, és ezzel nagyban alakította az irányukba megmutatkozó ellenszenvet.
A görög-római társadalomban a kereskedők tipikusan nem tartoztak a magas rangú csoportok közé, bár jómódúnak számítottak. Umbricius Scauras például a garum nevű halszósz előállítója és forgalmazója volt Pompeiiben i. e. 35 körül. Pompeii egyik legelegánsabb részén álló villája nagyon tágas volt, és úgy volt dekorálva, hogy már abból is lehetett látni, milyen jómódban élnek itt az emberek. Az átrium mozaikkal volt kirakva, melyeken amforákban a saját márkájának a jele volt, és igényes feliratokkal voltak díszítve. Az egyik mozaik amforán a következő szöveg volt olvasható: "G(ari) F(los) SCO(mbri) SCAURI EX OFFI(CI)NA SCAURI" feliratot úgy lehet lefordítani, hogy „A garum virága, mely makrélából készült, Scaurus terméke Scaurus boltjából" Scauras halszósza híresen jó minőségű volt, melyet a Földközi-tenger számos részén ismertek. Híre a mai Dél-Franciaországig is eljutott. Híres római kereskedő volt még Marcus Julius Alexander (16 – 44), Sergius Orata (i.e.. 95) és Annius Plocamus (1. század ).
A római időkben a helyi kereskedők a tehetősebb földesurak igényeit elégítették ki. Míg a helyi, általában szegény parasztságnak a nyilvános vásárokra kellett hagyatkoznia szükségleteik beszerzésekor, addig a nagyobb termékek értékesítése már felkeltette annyira a kereskedők figyelmét, hogy az uradalom bejáratához menjenek. Ők olyan, gazdag földbirtokosok voltak, akik saját maguk igazgatták a termékeik értékesítését, így azok exportját is. A piacok a társasági élet fontos színterei is voltak, a kereskedők pedig közreműködtek a hírek és pletykák terjesztésében.
Az exportpiacok sajátosságait jól összegyűjtötték az antik források, és ezeket az antik esettanulmányok alaposan feldolgozták. A görög és a római kereskedők is érdekeltek voltak a hosszú távú kereskedelemben. Egy kínai feljegyzés megemlíti, hogy egy római kereskedő, Lun 226-ban elérte Kína déli partjait. Régészek Rómából az i. e. 27 és i. sz. 37 közöttről származó tárgyakat tártak fel olyan távoli tájak ásatásain, mint a Kusán Birodalom vagy az Indus völgye. A rómaiak lila és sárga tintát sárgarezet és vasat adtak el, amiért cserébe tömjént, balzsamot, drága folyékony mirhát és fűszereket szereztek be a Közel-Keletről és Indiából valamint finom selymet Kínából. Az arab világból pedig jó minőségű fehér márvány érkezett Rómába. A római fogyasztóknak a keleti fogyasztási cikkek megvásárlása a nagyra becsültség jelképe volt.